# Robert Ctvrtlik
Robert Jan „Bob“ Ctvrtlik (* 8. Juli 1963 in Long Beach, Kalifornien) ist ein ehemaliger US-amerikanischer Volleyballspieler und Olympiasieger.

## Karriere
Ctvrtlik spielte von 1980 bis 1985 in seiner kalifornischen Heimat an der Pepperdine University. Hier gewann er 1985 die nationale Meisterschaft der National Collegiate Athletic Association. Anschließend spielte der Außenangreifer in der US-amerikanischen Nationalmannschaft. Er gewann 1985 den Weltpokal in Japan, wurde 1986 Weltmeister in Frankreich und 1987 Sieger der Panamerikanischen Spiele in Indianapolis. 1988 gewann er in Seoul die Goldmedaille bei den Olympischen Spielen. In den Folgejahren spielte Ctvrtlik auch in der italienischen Profiliga und gewann 1990 mit Mediolanum Mailand die Klubweltmeisterschaft. Bei den Olympischen Spielen 1992 in Barcelona gewann er die Bronzemedaille. Zum Ende seiner Karriere nahm Ctvrtlik ein drittes Mal an den Olympischen Spielen teil, schied aber in Atlanta bereits nach der Vorrunde aus.
In den 1990er Jahren war Ctvrtlik auch im Beachvolleyball aktiv und spielte national auf 4-gegen-4-Turnieren und auf der AVP-Tour. Nach seiner aktiven Zeit war er von 1996 bis 2008 Mitglied des Internationalen Olympischen Komitees.
2007 wurde Bob Ctvrtlik in die „Volleyball Hall of Fame“ aufgenommen.

## Privates
Ctvrtlik wohnt in Newport Beach in Kalifornien. Er ist verheiratet und hat drei Söhne.